# Talltjärnen, Hälsingland
Talltjärnen är en sjö i Hudiksvalls kommun i Hälsingland och ingår i Nianån-Norralaåns kustområde. Sjön har en area på 0,135 kvadratkilometer och ligger 40 meter över havet.

## Delavrinningsområde
Talltjärnen ingår i det delavrinningsområde (682259-156684) som SMHI kallar för Mynnar i Hedsjön. Medelhöjden är 43 meter över havet och ytan är 5,12 kvadratkilometer. Det finns inga avrinningsområden uppströms utan avrinningsområdet är högsta punkten. Vattendraget som avvattnar avrinningsområdet har biflödesordning 3, vilket innebär att vattnet flödar genom totalt 3 vattendrag innan det når havet efter 9,9 kilometer. Avrinningsområdet består mestadels av skog (76 procent). Avrinningsområdet har 0,6 kvadratkilometer vattenytor vilket ger det en sjöprocent på 11,7 procent.